# Fry (Sena Marítimo)
 Fry  es una comuna y población de Francia, en la región de Alta Normandía, departamento de Sena Marítimo, en el distrito de Dieppe y cantón de Argueil. Está integrada en la Communauté de communes des Monts de l'Andelle.
Entre el 1 de enero de 1975 y el de 1980 formó parte de Argueil-Fry.

## Demografía
Su población en el censo de 1999 era de 136 habitantes.
| 162 | 167 | 150 | 123 | 133 | 136 |
| Para los censos de 1962 a 1999 la población legal corresponde a la población sin duplicidades (Fuente: INSEE [Consultar]) |     |     |     |     |     |